# 17.ª edición de los Premios Grammy
La 17.ª edición de los Premios Grammy se celebró el 2 de marzo de 1975 en el Uris Theatre de Nueva York, en reconocimiento a los logros discográficos alcanzados por los artistas musicales durante el año anterior. El evento fue presentado por Andy Williams y fue televisado en directo en Estados Unidos por CBS.

## Ganadores

### Generales
- Grabación del año
  - John Farrar (productor); Olivia Newton-John (intérprete) por "I Honestly Love You"
- Álbum del año
  - Stevie Wonder (productor e intérprete) por Fulfillingness' First Finale
- Canción del año
  - Alan Bergman, Marilyn Bergman & Marvin Hamlisch (compositores); Barbra Streisand (intérprete) por "The Way We Were"
- Mejor artista novel
  - Marvin Hamlisch

### Clásica
- Mejor interpretación orquestal
  - Georg Solti (director) & Chicago Symphony Orchestra por Berlioz: Symphonie fantastique
- Mejor interpretación clásica vocal
  - Leontyne Price por Leontyne Price Sings Richard Strauss
- Mejor grabación de ópera
  - Richard Mohr (productor), Georg Solti (director), Judith Blegen, Montserrat Caballé, Plácido Domingo, Sherrill Milnes, Ruggero Raimondi & London Philharmonic Orchestra por Puccini: La bohème
- Mejor interpretación coral (que no sea ópera)
  - Colin Davis (director) Ambrosian Singers, Wandsworth School Boys Choir & Sinfónica de Londres por Berlioz: La condenación de Fausto
- Mejor interpretación clásica - Solista o solistas instrumentales (con orquesta)
  - Maxim Shostakovich (director), David Oistrakh & New Philharmonia por Shostakovich: Concierto para violín n.º 1
- Mejor interpretación clásica - Solista o solistas instrumentales (sin orquesta)
  - Alicia de Larrocha por Albéniz: Iberia
- Mejor interpretación de música de cámara
  - Pierre Fournier, Arthur Rubinstein & Henryk Szeryng por Brahms: Tríos (Completos) / Schumann: Trío n.º 1 en re menor
- Álbum del año, Clásica
  - David Harvey (productor), Georg Solti (director) & Orquesta Sinfónica de Chicago por Berlioz: Symphonie fantastique

### Comedia
- Mejor grabación de comedia
  - Richard Pryor por That Nigger's Crazy

### Composición y arreglos
- Mejor composición instrumental
  - Mike Oldfield (compositor) por "Tubular Bells - Theme From The Exorcist"
- Mejor banda sonora original de película o especial de televisión
  - Alan Bergman, Marilyn Bergman & Marvin Hamlisch (compositores); Barbra Streisand (intérprete) por The Way We Were
- Mejor arreglo instrumental
  - Patrick Williams (arreglista) por Threshold
- Mejor arreglo de acompañamiento para vocalista(s)
  - Joni Mitchell & Tom Scott (arreglistas); Joni Mitchell (intérprete) por "Down to You"

### Country
- Mejor interpretación vocal country, femenina
  - Anne Murray por Love Song
- Mejor interpretación vocal country, masculina
  - Ronnie Milsap por "Please Don't Tell Me How the Story Ends"
- Mejor interpretación country, duo o grupo
  - The Pointer Sisters por "Fairytale"
- Mejor interpretación instrumental country
  - Chet Atkins & Merle Travis por The Atkins-Travis Traveling Show
- Mejor canción country
  - Billy Sherrill & Norro Wilson (compositores); Charlie Rich (intérprete) por "A Very Special Love Song"

### Espectáculo musical
- Mejor álbum de espectáculo con reparto original
  - Robert Brittan, Judd Woldin (compositores), Thomas Z. Shepard (productor) & el reparto original (Virginia Capers, Joe Morton, Ernestine Jackson, Robert Jackson, Deborah Allen & Helen Martin) por Raisin

### Folk
- Mejor grabación étnica o tradicional
  - Doc Watson & Merle Watson por Two Days in November

### Gospel
- Mejor interpretación gospel (que no sea gospel soul)
  - The Oak Ridge Boys por "The Baptism of Jesse Taylor"
- Mejor interpretación gospel soul
  - James Cleveland; James Cleveland & Southern California Community Choir (intérpretes) por In the Ghetto
- Mejor interpretación inspiracional (no clásica)
  - Elvis Presley por How Great Thou Art

### Hablado
- Mejor grabación hablada
  - Peter Cook & Dudley Moore por Good Evening

### Infantil
- Mejor grabación para niños
  - Sebastian Cabot, Sterling Holloway & Paul Winchell por Winnie the Pooh and Tigger Too

### Jazz
- Mejor interpretación jazz de solista
  - Charlie Parker por First Recordings!
- Mejor interpretación jazz de grupo
  - Joe Pass, Niels-Henning Ørsted Pedersen & Oscar Peterson por The Trio
- Mejor interpretación jazz de big band
  - Woody Herman por Thundering Herd